# CSU Alba Iulia
Le CSU Alba Iulia est un club roumain de basket-ball féminin de la ville d’Alba Iulia.   
Troisième du championnat roumain 2013-2014, Alba Iulia participe à l’Euroligue 2014-2015 à la suite de plusieurs refus d’autres équipes de participer pour porter le nombre de compétiteurs à seize. Mais le club se retire de cette compétition au cœur de l'été faute de pouvoir réunir un budget suffisant.